# Lynda Lopez
Lynda Lopez (Bronx, 14 giugno 1971) è una giornalista statunitense, vincitrice di un Emmy Award.

## Carriera
Dopo aver lavorato per cinque anni come speaker radiofonica in alcune radio locali di Long Island, dall'inizio degli anni duemila Lynda Lopez inizia a lavorare come VJ per VH1. In queste vesti, nel 2000 intervista la sorella Jennifer nel corso di uno speciale a lei dedicato.
Nel 2002 la Lopez conduce la trasmissione Glow su Style Network e contemporaneamente E! News Live. Nell'ottobre 2003 diventa corrispondente per il canale WCBS-TV, e nell'agosto 2004 diventa conduttrice del telegiornale dello stesso canale, ruolo che ha svolto fino al giugno 2006. Dal 29 luglio 2006 conduce su WWOR-TV My 9 Weekend News at 10, telegiornale del mattino nel fine settimana, insieme a Mike Gillian.
Nel 2001 la Lopez ha ottenuto un Emmy Award nella categoria "Miglior notiziario mattutino".